# Pengyang
Der Kreis Pengyang (彭阳县,  Péngyáng Xiàn) ist ein Kreis im Autonomen Gebiet Ningxia der Hui in der Volksrepublik China. Er gehört zum Verwaltungsgebiet der bezirksfreien Stadt Guyuan. Pengyang hat eine Fläche von 3.241 km² und zählt 250.000 Einwohner. Sein Hauptort ist die Großgemeinde Baiyang (白阳镇).
Koordinaten: 35° 58′ N, 106° 39′ O